# Dundee United Football Club 2008-2009
Questa voce raccogli le informazioni sulla stagione 2008-2009 del Dundee United.

## Rosa
| N. |                             | Ruolo | Calciatore        |
| -- | --------------------------- | ----- | ----------------- |
| 1  | Polonia (bandiera)          | P     | Łukasz Załuska    |
| 2  | Irlanda (bandiera)          | D     | Sean Dillon       |
| 3  | Inghilterra (bandiera)      | D     | Daniel Grainger   |
| 4  | Scozia (bandiera)           | D     | Lee Wilkie        |
| 5  | Scozia (bandiera)           | D     | Darren Dods       |
| 6  | Irlanda (bandiera)          | C     | Willo Flood       |
| 7  | Irlanda del Nord (bandiera) | A     | Warren Feeney     |
| 8  | Scozia (bandiera)           | C     | Scott Robertson   |
| 9  | Irlanda (bandiera)          | A     | Jon Daly          |
| 10 | Irlanda (bandiera)          | A     | Roy O'Donovan     |
| 11 | Spagna (bandiera)           | A     | Francisco Sandaza |
| 12 | Scozia (bandiera)           | C     | David Robertson   |
| 13 | Irlanda del Nord (bandiera) | P     | Michael McGovern  |
| 14 | Scozia (bandiera)           | C     | Danny Swanson     |

| N. |                     | Ruolo | Calciatore       |
| -- | ------------------- | ----- | ---------------- |
| 15 | Scozia (bandiera)   | C     | Craig Conway     |
| 16 | Francia (bandiera)  | C     | Morgaro Gomis    |
| 17 | Scozia (bandiera)   | C     | Greg Cameron     |
| 18 | Scozia (bandiera)   | D     | Garry Kenneth    |
| 19 | Svizzera (bandiera) | D     | Mihael Kovačević |
| 20 | Germania (bandiera) | A     | Andis Shala      |
| 23 | Scozia (bandiera)   | D     | Paul Dixon       |
| 25 | Ghana (bandiera)    | C     | Prince Buaben    |
| 26 | Scozia (bandiera)   | A     | David Goodwillie |
| 27 | Scozia (bandiera)   | D     | Keith Watson     |
| 28 | Scozia (bandiera)   | C     | Marco Andreoni   |
| 29 | Scozia (bandiera)   | C     | Ryan McCord      |
| 32 | Scozia (bandiera)   | C     | Fraser Milligan  |